# Teorema di Krein-Milman

Lo spazio convesso (in blu) è l'inviluppo convesso dei propri punti estremali (in rosso)

Il teorema di Krein-Milman è una proposizione riguardante gli insiemi convessi in uno spazio vettoriale topologico. Un caso particolare di questo teorema afferma che, dato un poligono convesso, è sufficiente sapere quali sono i suoi angoli per ricostruirne l'immagine intera. L'enunciato è falso però se il poligono non è convesso: in questo caso, ci sono più modi per disegnare un poligono dati gli angoli.
Formalmente, si consideri uno spazio vettoriale topologico localmente convesso {\displaystyle X}, che si assume di Hausdorff. Preso un suo sottinsieme {\displaystyle K} compatto e convesso, il teorema afferma che esso è l'inviluppo convesso chiuso dei suoi punti estremali.
Hermann Minkowski aveva già dimostrato che in uno spazio di dimensione finita ogni sottinsieme convesso era l'inviluppo convesso dei propri punti estremali. Il teorema di Krein-Milman è una generalizzazione ad arbitrari spazi localmente convessi, con l'aggiunta però della chiusura.
Il teorema prende il nome dai matematici Mark Krejn e David Mil'man.

## Enunciato
Sia {\displaystyle X} uno spazio localmente convesso e {\displaystyle K\subseteq X} non vuoto, compatto e convesso. Allora:
{\displaystyle Ext(K)\neq \varnothing \qquad ;\qquad K={\overline {co}}(Ext(K))}
dove {\displaystyle Ext(K)} denota l'insieme dei punti estremali di {\displaystyle K} e {\displaystyle {\overline {co}}(Ext(K))} l'inviluppo convesso chiuso di {\displaystyle Ext(K)}.
Un risultato che si deve a Milman mostra che se {\displaystyle T} è un sottoinsieme di {\displaystyle K} e l'inviluppo convesso chiuso di {\displaystyle T} è l'intero {\displaystyle K}, allora ogni punto estremale di {\displaystyle K} appartiene alla chiusura di {\displaystyle T}.
Il teorema di Choquet-Bishop-de Leeuw stabilisce inoltre che ogni punto in {\displaystyle K} è il baricentro di una misura di probabilità con supporto sull'insieme degli estremali di {\displaystyle K}.
Nel 2006 Theo Buehler ha mostrato che il teorema di Krein-Milman è valido anche in spazi CAT(0).

## Assioma della scelta
Nella teoria degli insiemi di Zermelo-Fraenkel, l'assioma della scelta può essere dimostrato tramite il teorema di Krein-Milman insieme con il teorema degli ideali primi booleani.

## Dimostrazione
Sia {\displaystyle K} convesso sappiamo che {\displaystyle \xi \in Ext(K)} se e solo se {\displaystyle {\ce {K\smallsetminus \xi }}} è convesso, quindi {\displaystyle K\smallsetminus \xi } è aperto nella topologia relativa a {\displaystyle K}.
Sia {\displaystyle C:=\{A\subset K|A} insieme aperto nella topologia relativa di {\displaystyle K} e convesso{\displaystyle \}};
{\displaystyle C\neq \emptyset } dato che {\displaystyle X} è uno spazio localmente convesso e quindi {\displaystyle \forall x\in K\exists V\subset K} aperto rispetto a {\displaystyle K} e convesso.
Applicando il lemma di Zorn a C:
sia {\displaystyle C_{0}\subset C} una catena, tale che {\displaystyle U=\cup _{U_{0}\in C_{0}}U_{0}}, {\displaystyle U} è aperto in {\displaystyle K}.
{\displaystyle U} è connesso ed è proprio perché se  {\displaystyle \cup _{U_{0}\in C_{0}}U_{0}=K}, allora per compattezza {\displaystyle K\in C_{0}} e sarebbe assurdo.
Per il lemma di Zorn esiste l'elemento massimale di {\displaystyle C_{0}} e lo chiamamo {\displaystyle U'}.
Osserviamo che dato {\displaystyle V} aperto e convesso di {\displaystyle K}, abbiamo due possibilità: {\displaystyle U'\cup V=U'} oppure {\displaystyle U'\cup V=V}.
Osserviamo che {\displaystyle K\smallsetminus U'=\{\xi \}}, infatti se per assurdo esistessero due punti {\displaystyle \xi } e {\displaystyle \mu }, {\displaystyle U_{\xi }} e {\displaystyle U_{\mu }} intorni aperti, interni a {\displaystyle K} e disgunti allora
{\displaystyle U'\cup U_{\xi }=U} ma è assurdo perché {\displaystyle \xi \not \in U} oppure {\displaystyle U'\cup U_{\xi }=K}, ma è assurdo perché {\displaystyle \xi \not \in K,\mu \not \in K}.
Quindi {\displaystyle K\smallsetminus \xi =U'}, allora {\displaystyle \xi \in Ext\{K\}} quindi {\displaystyle Ext\{K\}\not =\emptyset }.
Osserviamo che dato {\displaystyle V} aperto e convesso di {\displaystyle X}; se {\displaystyle Ext\{K\}\subseteq V}, allora {\displaystyle K\subseteq V}, infatti se per assurdo non fosse così
{\displaystyle K\cap V\subset K}, quindi {\displaystyle K\cap V} sarebbe convesso e aperto di {\displaystyle K}, allora {\displaystyle K\cap V\in C}, quindi {\displaystyle K\cap V\subseteq U'}, ma {\displaystyle K\smallsetminus U'=\{\xi \}}, quindi {\displaystyle {\ce {\xi \not \in V}}} ed è assurdo.
Sia {\displaystyle E:={\overline {c_{o}(Ext(K))}}} e sia {\displaystyle f\in X^{*}}